# María Rún Gunnlaugsdóttir
María Rún Gunnlaugsdóttir (ur. 19 lutego 1993) – islandzka lekkoatletka.
Bez sukcesów startowała w 2009 w Tampere na olimpijskim festiwalu młodzieży Europy rywalizując w trójskoku oraz biegu na 100 metrów przez płotki. Zajęła odległe miejsce w siedmioboju na mistrzostwach świata juniorów w Barcelonie (2012). W 2013 podczas igrzysk małych państw Europy zdobyła srebrny medal w sztafecie 4 × 100 metrów oraz brązowy w rzucie oszczepem. Nie ukończyła rywalizacji w siedmioboju na młodzieżowych mistrzostwach Europy w Tampere (2013). 
Reprezentantka kraju w pucharze Europy w wielobojach oraz drużynowych mistrzostwach Europy. Medalistka mistrzostw kraju w różnych konkurencjach.
Rekordy życiowe: siedmiobój lekkoatletyczny – 5562 pkt. (7 lipca 2019, Ribeira Brava); rzut oszczepem – 47,38 (25 maja 2016, Reykjavík).

## Osiągnięcia
| Rok  | Impreza                                | Miejsce          | Konkurencja                     | Lokata            | Wynik     |
| ---- | -------------------------------------- | ---------------- | ------------------------------- | ----------------- | --------- |
| 2009 | Olimpijski festiwal młodzieży Europy   | Tampere          | bieg na 100 metrów przez płotki | eliminacje        | 15,07     |
| 2009 | Olimpijski festiwal młodzieży Europy   | Tampere          | trójskok                        | el. – 24. miejsce | 10,54     |
| 2011 | II liga pucharu Europy w wielobojach   | Ribeira Brava    | siedmiobój lekkoatletyczny      | 13. miejsce       | 4806 pkt. |
| 2012 | Mistrzostwa świata juniorów            | Barcelona        | siedmiobój lekkoatletyczny      | 23. miejsce       | 4929 pkt. |
| 2013 | Igrzyska małych państw Europy          | Luksemburg       | rzut oszczepem                  | 3. miejsce        | 46,44     |
| 2013 | Igrzyska małych państw Europy          | Luksemburg       | sztafeta 4 × 100 metrów         | 2. miejsce        | 46,43     |
| 2013 | III liga drużynowych mistrzostw Europy | Bańska Bystrzyca | skok wzwyż                      | 5. miejsce        | 1,67      |
| 2013 | II liga pucharu Europy w wielobojach   | Ribeira Brava    | siedmiobój lekkoatletyczny      | 7. miejsce        | 5321 pkt. |
| 2013 | Młodzieżowe mistrzostwa Europy         | Tampere          | siedmiobój lekkoatletyczny      | –                 | DNF       |